# Chiesa di Sant'Andrea (Bellinzona)
La chiesa Sant'Andrea è un edificio religioso tardobarocco che si trova a Carasso, nel comune di Bellinzona

## Storia
La chiesa venne costruita in stile romanico prima del 1285, quando venne citata come chiesa della località di Corte Sotto. All'inizio del XVI secolo la chiesa venne distrutta e ricostruita con le attuali forme barocche, ma nel XVIII secolo fu ulteriormente modificata, come testimonia l'anno 1735 annotato sul portale. Nel XX e XXI secolo fu restaurata due volte: prima negli anni ottanta del Novecento, poi nel 2004.
Il restauro del 1983 comprende contributi artistici di Ivo Soldini (altare, ambone, fonte battesimale). Pregevole è l'organo Kuhn, inaugurato nel 1984 dall'organista parigino Gaston Litaize. Per oltre un decennio la chiesa ha ospitato un festival organistico di livello internazionale, con la partecipazione di interpreti quali Jean Guillou, Guy Bovet, Piet Kee e Harald Vogel.